# Stromsburg
Stromsburg é uma cidade localizada no estado americano de Nebraska, no Condado de Polk.

## Demografia
Segundo o censo americano de 2000, a sua população era de 1232 habitantes.
Em 2006, foi estimada uma população de 1156, um decréscimo de 76 (-6.2%).

## Geografia
De acordo com o United States Census Bureau, a localidade tem uma área de 2,6 km², sem área coberta por água. Stromsburg localiza-se a aproximadamente 511 m acima do nível do mar.

## Localidades na vizinhança
O diagrama seguinte representa as localidades num raio de 20 km ao redor de Stromsburg.